# Jean-François Raffaëlli

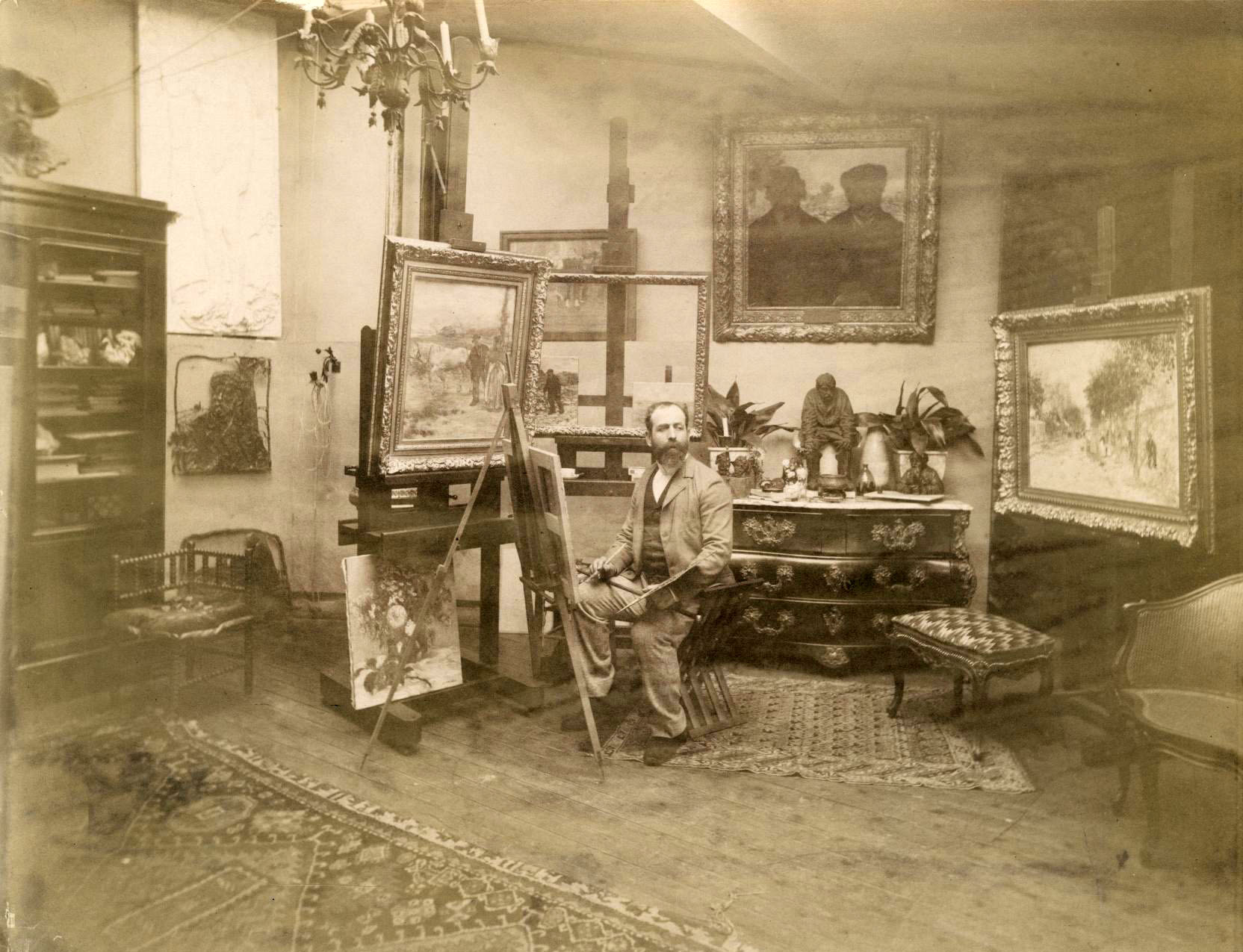
Jean-François Raffaëlli en su estudio de París.

Jean-François Raffaëlli (París, 20 de abril de 1850-ibidem, 11 de febrero de 1924) fue un pintor, escultor y grabador francés realista de origen italiano. Si bien participó en exposiciones junto a los denostados pintores impresionistas, alcanzó el reconocimiento en vida y fue condecorado con la Legión de Honor.

## Biografía
Raffaëlli fue alumno de Jean-Léon Gérôme en la Escuela de Bellas Artes, si bien solamente por tres meses en 1871, y fue más bien autodidacta. Ya había debutado en el Salón de París en 1870. 
Tras consagrarse al paisaje, buscó evocar en sus telas y dibujos escenas de las afueras de París, de campesinos, traperos y obreros, así como interiores y retratos con frecuencia dramáticos, como los de Georges Clemenceau en una reunión electoral. Trabajó en Meudon. Realizó grabados de importantes sitios parisinos como la catedral de Nuestra Señora de París o Los Inválidos. Su obra gustó a Edgar Degas, quien invitó a Raffaëlli a mostrarla en las exposiciones impresionistas de 1880 y 1881, lo que generó discordia entre los demás participantes.
Tras ser premiado con la Legión de Honor en 1889, relegó las escenas de suburbios para plasmar las calles del centro de París, una temática más amable que gustó a crítica y público. Se mantuvo activo a edad madura y tomó parte en un certamen artístico con motivo de los Juegos Olímpicos de 1912.
Jean-François Raffaëlli está enterrado en el cementerio del Père-Lachaise.
Diversos museos tienen obras de Rafaëlli, tanto franceses como extranjeros; entre estos últimos hay algunos sudamericanos, como los de Bellas Artes de Argentina (Anciana en la nieve, La ruta abandonada, Paisaje), de Chile (Puente) y de Valparaíso (En la rada). Su único ejemplo en museos españoles ha de ser una vista de Montmartre bajo la nieve (h. 1880-90) adquirida por el Museo de Bellas Artes de Bilbao en 2020.

## Galería

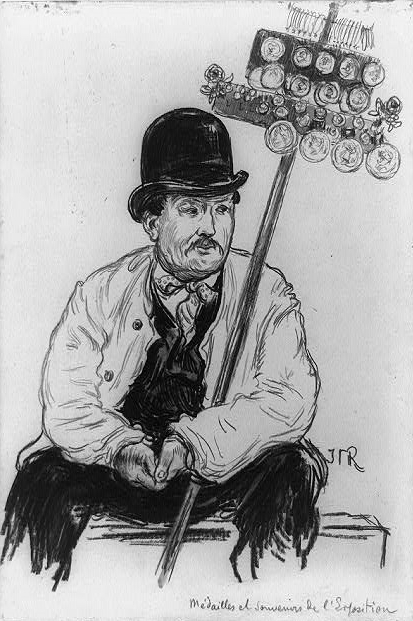
Médailles et souvenirs de l'Exposition (1889).
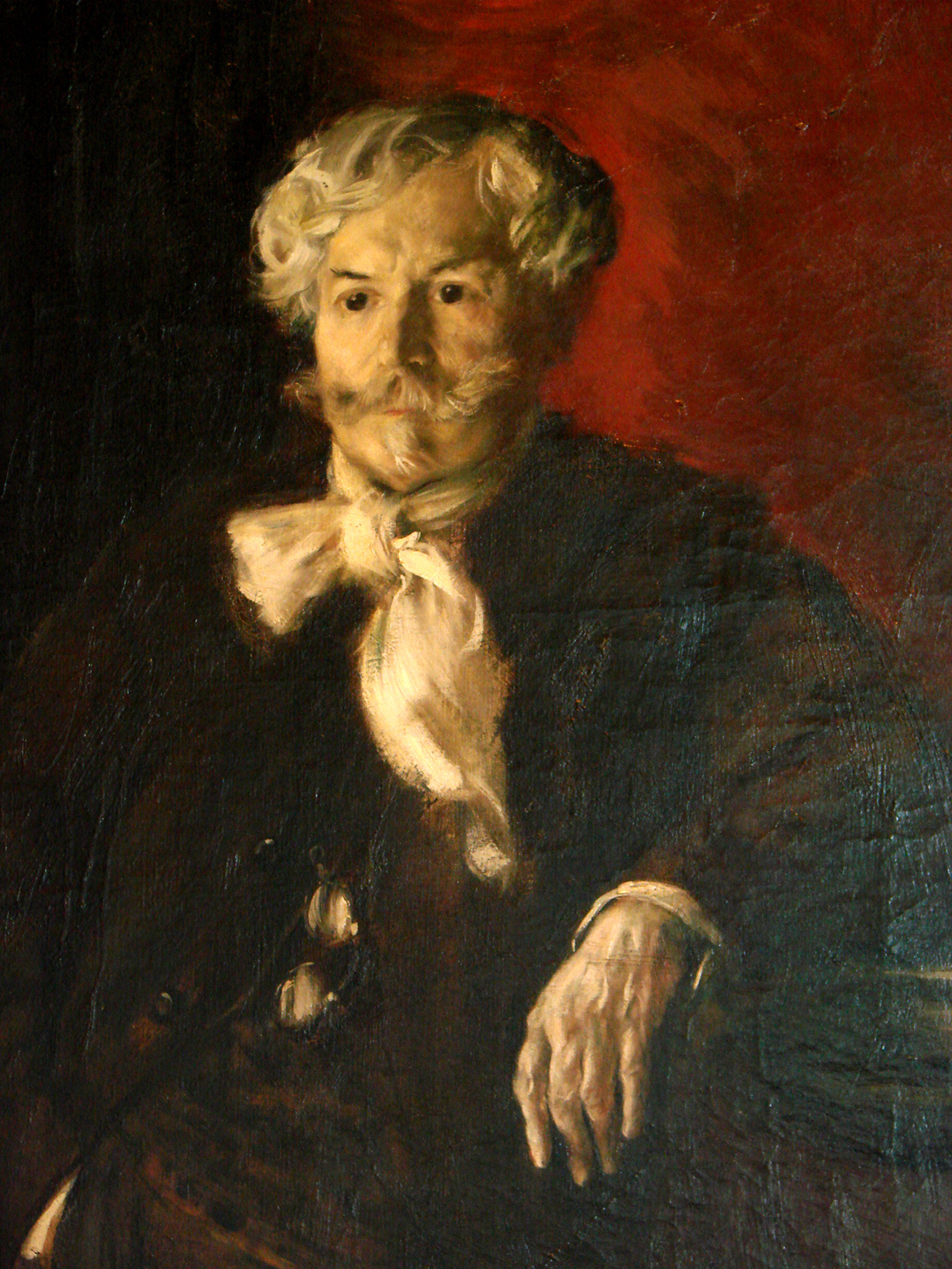
Retrato de Edmond de Goncourt.
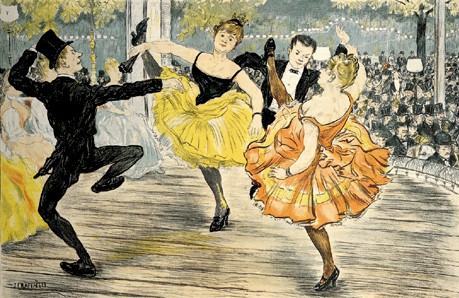
Quadrille naturaliste aux Ambassadeurs (1886).
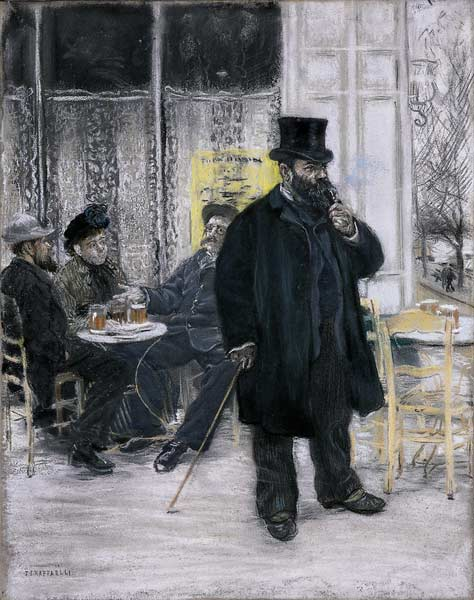
Bohemios en el café. (1886)
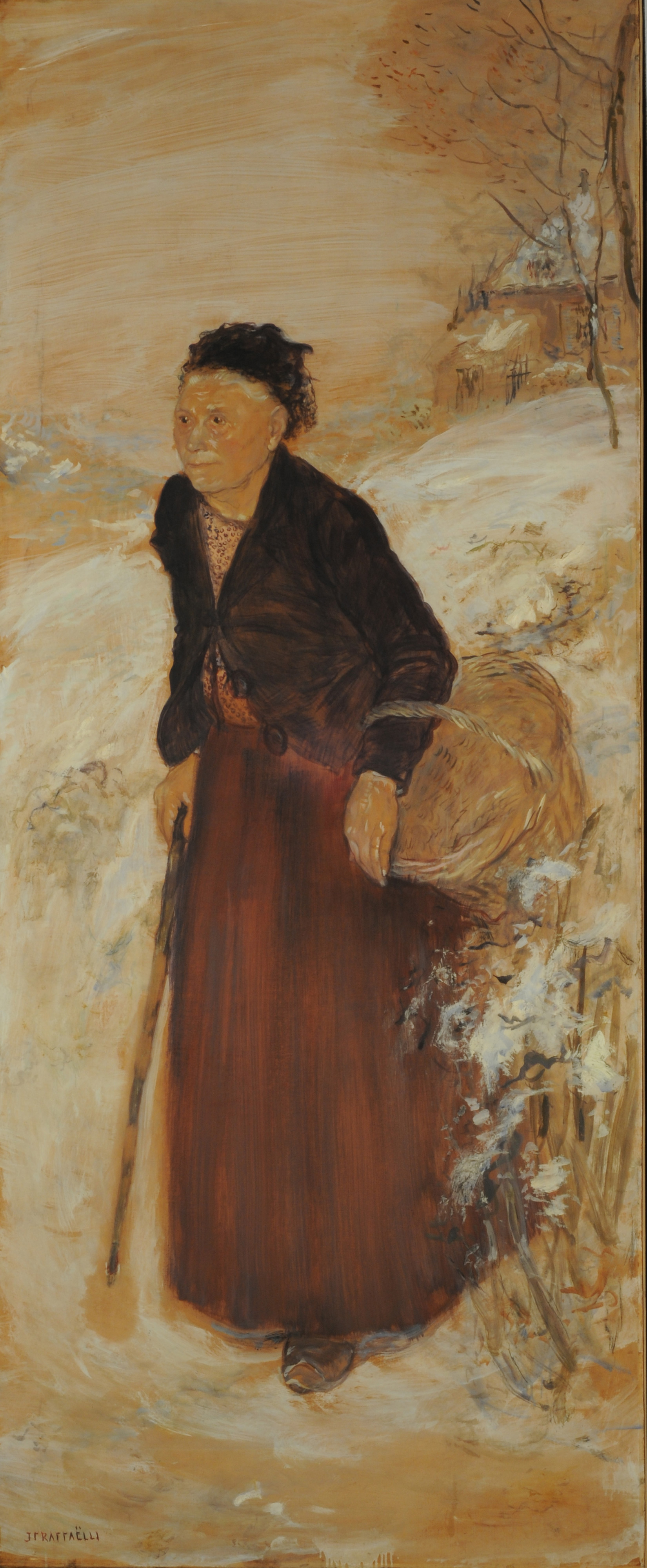
Anciana en la nieve.
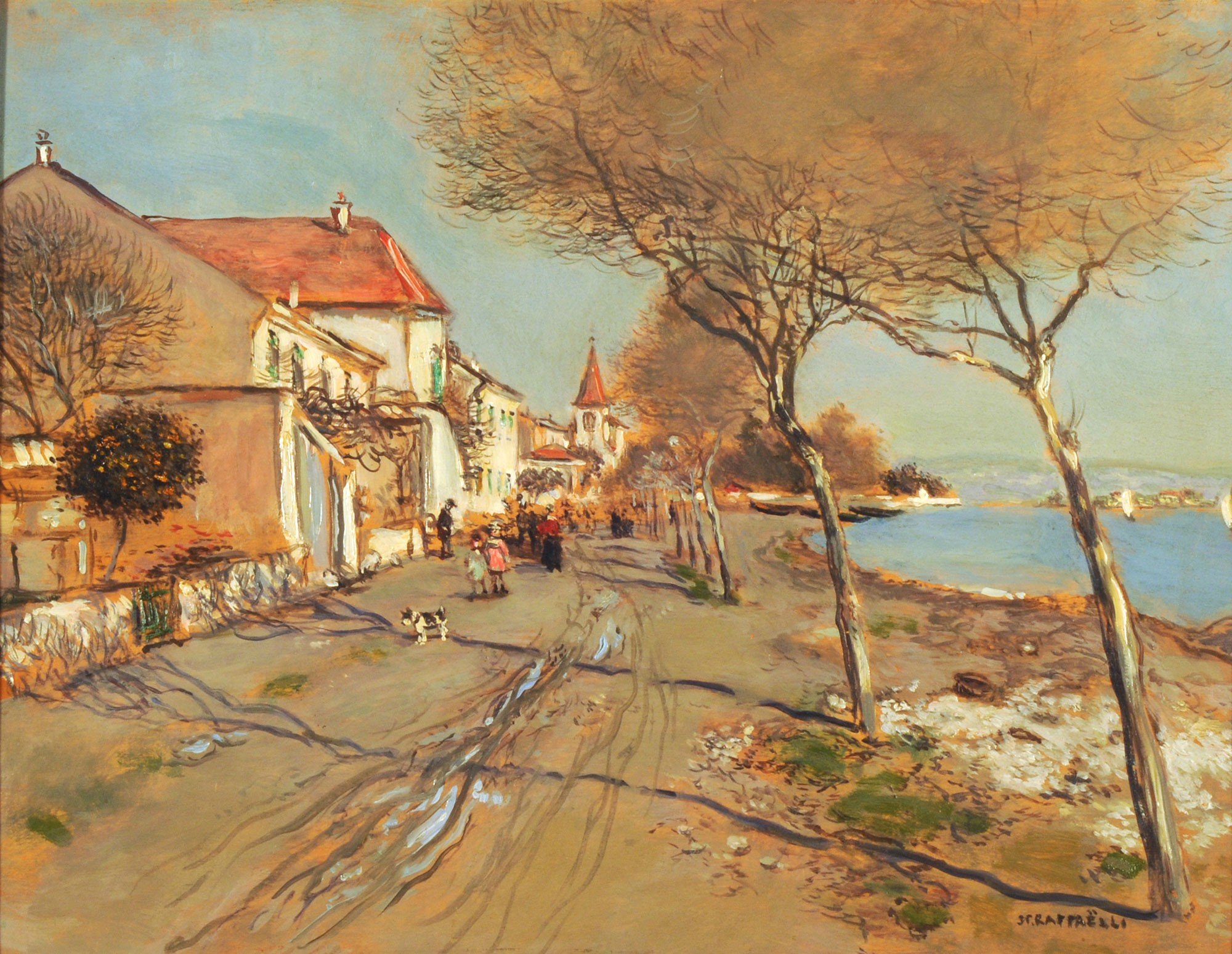
Paisaje.

## Ilustraciones
- Joris-Karl Huysmans: Croquis parisiens, aguafuertes de Forain y Raffaëlli, París: H. Vaton, 1880 Texto en línea
- Octave Mirbeau: Contes de la chaumière, París: G. Charpentier et E. Fasquelle, 1894.
- Claudius Madrolle: En Guinée, ouvrage illustré d'un portrait par J.-F. Raffaëlli et de 300 dessins par L. Cahours, París: H. Le Soudier, 1895.
- Gustave Coquiot: Le Vrai J.-K. Huysmans, prefacio de J. K. Huysmans, con un retrato de J.-F. Raffaëlli, París: C. Bosse, 1912.

## Publicaciones
- Catalogue illustré des œuvres de Jean-François Raffaëlli exposées 28 bis, avenue de l'Opéra, du 15 mars au 15 avril 1884, junto a Une étude des mouvements de l'art moderne et du beau caractériste, por J.-F. Raffaëlli, París: [s.n.], 1884.
- Le Laid, l'intimité, la sensation et le caractère dans l'art ; une bibliothèque des dessins, conferencia en el palacio de Bellas Arte de Bruselas, en el Salón Anual de los XX, el 7 de febrero de 1885, Poissy: Imp. de S. Lejay, s. d.
- Les Promenades d'un artiste au Musée du Louvre, París: Bibliothèque des Annales politiques et littéraires, 1908. Reeditado como Mes promenades au Musée du Louvre, con prefacio de Maurice Barrès, París: Éditions d'art et de littérature, 1913.
- Correspondance Jean-François Raffaëlli - Octave Mirbeau ed. de Pierre Michel, Tusson: Imp. du Lérot, 1993.